# Vladimir Kočevar
Vladimir Kočevar (vzdevek Miro), slovenski prometni pilot Adrie Airways in inštruktor letenja *1945, Celje, FLRJ † 2025, Celje, Slovenija.

## Življenjepis
V III. osnovni šoli v Celju je obiskoval modelarski tečaj. V srednjo šolo je odšel na I. gimnazijo v Celju in pričel z jadralnim letenjem v okviru aerokluba Celje. Šolanje je nadaljeval z motornim letenjem in se zavezal z pogodbo o šolanju, da se bo priključil ŠRO šoli rezervnih oficirjev jugoslovanskega vojnega letalstva. Šolanje je nadalljeval za poklicnega pilota in inštruktorja letenja. Po letalskih predpisih je dejavnost aerokluba morala imeti zaposlenega upravnika letalske šole, ki je bil poklicni pilot in inštruktor motornega letenja. Bil je prvi poklicni upravnik aerokluba Velenje leta 1973 do 1974, ki je takrat gostoval na letališču v Levcu. Odselil se je v Maribor in postal upravnik Letalskega centra Maribor. Postal je pilot poslovnega letala. Preselil se je nazaj v Celje in se zaposlil v Adriji Airways na letalih McDonnell Douglas DC-9 in kasneje bil kapitan na De Havilland Canada Dash 7. Šolanje je nadaljeval na višji zrakoplovni šoli v Beogradu in postal inženir aeronavtike – pilot. Poznan je bil kot originalni slovenski pripravljalec pisnih izpitnih vprašanj za licenco športnega pilot letala - PPL(A). Leta 2001 se je pri 56 letih upokojil. Odšel je leteti na Kitajsko. Nato je letel še v Solinairju na L-410, v LinxAiru na Cessna 525 Citation Jet1 in ostalih letalih. Leta 2009 je prenehal z letenjem, skupaj je imel v knjižici letenja 18 500 ur v zraku.
Zunanje povezave:
- Katalog vprašanj http://www.pivot.si/qppla7/Katal07_PPL_A_.pdf
- Priloge http://www.pivot.si/qppla7/Katal07_PPL_A__Pril.pdf